# Rick van Ravenswaay
Ricardo Otto (Rick) van Ravenswaay (Paramaribo, 13 december 1957) is een Surinaams landbouw- en voedingstechnoloog en sinds 2005 politicus.
Na het behalen van zijn vwo-diploma studeerde hij met succes Agrarische Productie aan de Anton de Kom Universiteit. Daarna begon hij in 1981 een mastersstudie aan de Universiteit van Florida waar hij in nauw contact kwam met de huidige minister van Natuurlijke Hulpbronnen Gregory Rusland die daar in die periode toen ook studeerde. In Florida behaalde hij in 1986 de titel van Master of Science in de dierenkunde en in 1988 de Phd major Animal Science en Phd Minor Biochemistry.
Hierna keerde Van Ravenswaay terug naar Suriname waar hij zowel in het bedrijfsleven als in het onderwijs ging werken. Zo had hij diverse functies op de Anton de Kom Universiteit maar daarnaast heeft hij ook enkele boeken geschreven over voedingsveiligheid.
In 1991 werd hij actief in de politiek binnen het Alternatief Forum wat kort daarna een onderdeel werd van DA'91. In 1997 volgde zijn benoeming tot directeur van het Centrum voor Landbouwkundig Onderzoek in Suriname (CELOS).
Na de verkiezingen van 2005 werd een nieuw kabinet-Venetiaan gevormd waarin DA'91 (intussen geen onderdeel meer van de A1 Combinatie) met slechts 1 parlementslid als regeringspartij toch 1 minister mocht leveren. Dat werd Rick van Ravenswaay als minister van Planning en Ontwikkelingssamenwerking (PLOS). Na de verkiezingen van 2010 werd het ministerie van Planning en Ontwikkelingssamenwerking opgeheven waarbij het 'Planning' deel naar Financiën ging en de rest naar Buitenlandse Zaken.